# Abel (cratera)
Cratera Abel e suas crateras-satélite
Abel é uma antiga cratera que se localiza próximo ao limbo sudeste do lado próximo da Lua. Ela se localiza ao sul da cratera Barnard, e na beira noroeste do Mare Australe.
A borda de Abel é muito erodida e distorcida em sua forma, formando uma figura algo poligonal. Ela é incindida e revestida por impactos antigos. A cratera-satélite Abel A se localiza sobre a borda sul, enquanto Abel M e Abel L penetram pela parede oeste.
O solo leste de Abel foi recoberto por derrames de lava, deixando uma superfície relativamente macia, com um baixo albedo. Os restos da borda de uma pequena cratera penetram próximo à parede nordeste. O solo noroeste é mais áspero em textura e combina com o albedo da superfície que o cerca.
A cratera foi nomeada em homenagem ao matemático norueguês Niels Henrik Abel.

## Crateras-Satélite
Por  convenção essas formações são identificadas em mapas lunares por posicionamento da letra no local do ponto médio da cratera que é mais próximo de Abel.
| Abel | Latitude | Longitude | Diâmetro |
| ---- | -------- | --------- | -------- |
| A    | 36.6° S  | 86.0° E   | 19 km    |
| B    | 36.7° S  | 82.8° E   | 41 km    |
| C    | 36.0° S  | 81.0° E   | 31 km    |
| D    | 37.7° S  | 87.7° E   | 30 km    |
| E    | 37.8° S  | 86.5° E   | 13 km    |
| J    | 35.5° S  | 79.0° E   | 11 km    |
| K    | 35.0° S  | 77.2° E   | 9 km     |
| L    | 34.4° S  | 82.6° E   | 67 km    |
| M    | 32.2° S  | 83.6° E   | 81 km    |